# Oligia aethiops
Oligia aethiops är en fjärilsart som beskrevs av Adrian Hardy Haworth 1809. Oligia aethiops ingår i släktet Oligia och familjen nattflyn. Inga underarter finns listade i Catalogue of Life.